# Fundacja Otwarty Dialog
Fundacja Otwarty Dialog (ang. Open Dialogue Foundation, ODF) – międzynarodowa organizacja pozarządowa mająca na celu ochronę praw człowieka, demokracji i praworządności na obszarze postsowieckim, a od 2018 r. również w Unii Europejskiej.
Fundacja posiada przedstawicielstwa w Warszawie, Brukseli i Kijowie.
W 2023 r. Fundacji przyznano Status Członkowski przy Radzie Europy, z obszarami kompetencyjnymi m.in. w demokracji, prawach człowieka, integracji europejskiej, praworządności i przeciwdziałaniu korupcji.

## Historia
Fundacja została założona w 2009 r. w Warszawie i formalnie zarejestrowana w 2010 r. przez Ludmiłę Kozłowską, Ukraińską aktywistkę z Sewastopola. Kozłowska przeniosła się do Polski na studia i założyła ODF w oparciu o doświadczenia i kontakty wyniesione z okresu Pomarańczowej Rewolucji w Ukrainie w 2004 r.

## Struktura władz
W skład zarządu Fundacji wchodzą Ludmiła Kozłowska (Prezes Zarządu) i Marcin Mycielski (Wiceprezes Zarządu, Dyrektor Wykonawczy).
Radzie Fundacji przewodniczy Bartosz Kramek, a w jej skład wchodzą Michał Boni i Andrzej Wielowieyski.
Byli członkowie Rady Fundacji:
- Bogusław Stanisławski[16]
- Jacek Szymanderski (do 2022 r.)[17]

## Działalność

### Ukraina
W listopadzie 2013 r. Fundacja włączyła się aktywnie we wspieranie Euromajdanu, organizując m.in. 3 misje obserwacyjne z udziałem polskich posłów Michała Jarosa, Tomasza Makowskiego, Michała Szczerby i Marcina Święcickiego i 3 koncerty oraz manifestację w Warszawie wspólnie z Amnesty International pod hasłem „Solidarni z Euromajdanem”. W styczniu 2014 r. Fundacja rozpoczęła długoterminową misję obserwacyjną w celu „długoterminowego wzmocnienia potencjału ukraińskiego społeczeństwa obywatelskiego ze strony Unii Europejskiej”, otwierając stały namiot na Euromajdanie. Misja trwała 56 dni i prowadzona była na miejscu przez 30 wolontariuszy, których celem było „monitorowanie, czy w Kijowie przestrzegane są prawa człowieka, oraz informowanie o represjach wymierzonych w uczestników protestu”.
W 2014 r. ODF zebrała ponad 1 milion zł na rzecz Ukrainy poprzez zbiórki publiczne oraz wysłała kilkanaście transportów z 35 tonami pomocy, w tym leki oraz ponad 1000 sztuk środków ochrony życia, m.in. kamizelek kuloodpornych i hełmów dla ukraińskich batalionów walczących w wojnie w Donbasie.
Również w 2014 r., w następstwie Euromajdanu, Fundacja zabiegała o wprowadzenie reform demokratycznych i przeprowadzenie lustracji w Ukrainie, przygotowując w tym celu raport dla władz Ukrainy i organizując w Kijowie konferencję z udziałem międzynarodowych ekspertów.
W latach 2014–2016 Fundacja prowadziła centrum wsparcia dla Ukraińców „Ukraiński Świat” przy ul. Nowy Świat 63 w Warszawie, które udzieliło pomocy ponad 30 tysiącom osób w okresie swojego funkcjonowania.
Fundacja stała się celem rosyjskiej propagandy w następstwie swojego wsparcia Ukrainy w pierwszych latach agresji Rosji.
W październiku 2016 r. Fundacja współorganizowała w Warszawie „Marsz solidarności z Ukrainą”.
W następstwie inwazji Rosji na Ukrainę w lutym 2022 r. Fundacja skupiła się na wsparciu uchodźców z Ukrainy w Polsce i dostawach pomocy humanitarnej, zwłaszcza w formie sprzętu obronnego dla Sił Zbrojnych Ukrainy. Do czerwca 2023 r. przekazała pomoc o wartości ponad 35 mln zł, z czego 4,5 mln zł zebrane zostało poprzez portal Zrzutka.pl.
We wrześniu 2022 r. Fundacja współorganizowała z krakowskim radnym Łukaszem Wańtuchem i redaktorami Gazety Wyborczej, Jarosławem Kurskim, Romanem Imielskim i Wojciechem Czuchnowskim, konwój 5 samochodów dostawczych na linię frontu w okolicę Chersonia.
W styczniu 2023 r. Fundacja zorganizowała misję humanitarną do Bachmutu, w ramach której dostarczono 15 ton sprzętu i pomocy. W skład konwoju 9 pojazdów weszła piątka posłów na Sejm: Adam Szłapka, Hanna Gill-Piątek, Piotr Borys, Witold Zembaczyński i Paweł Krutul oraz wiceprezes Fundacji Marcin Mycielski. Podczas misji w mieście trwały walki, w wyniku czego jeden z pocisków wybuchł w odległości 100m od konwoju.
W połowie czerwca 2023 r. konwój 4 samochodów Fundacji zawiózł 50m³ pomocy o wartości 250 tys. zł do Chersonia w następstwie powodzi wywołanej przez zniszczenie zapory w Nowej Kachowce. Sprzęt o wartości 100 tys. zł ufundowany został przez Miasto Stołeczne Warszawa na podstawie jednogłośnie przyjętej uchwały rady miasta. Prezydent Warszawy Rafał Trzaskowski, wiceprezydent Tomasz Bratek i Marcin Mycielski z Fundacji zostali odznaczeni w wyniku misji orderami przez deputowanych Rady Najwyższej Ukrainy.
Fundacja zajmuje się też relokacją uchodźców do krajów zachodnich poprzez punkt pomocy prowadzony na Dworcu Wschodnim w Warszawie oraz prowadzi 4 „Domy Mam” dla ukraińskich uchodźczyń. W spocie telewizyjnym zachęcającym do wsparcia działań Fundacji, zrealizowanym przez Agnieszkę Holland i Michała Szcześniaka, udział wzięły Krystyna Janda i Maria Dębska.

### Rosja
Działania dotyczące Rosji ODF rozpoczęła w 2014 r. od kampanii na rzecz uwolnienia więźniów politycznych i jeńców wojennych pojmanych w trakcie zbrojnej agresji na Ukrainę, m.in. pilotki Nadiji Sawczenko i reżysera Ołeha Sencowa. Wspólnie w innymi europejskimi i ukraińskimi organizacjami pozarządowymi, zwłaszcza Centrum Wolności Obywatelskich, Fundacja zorganizowała międzynarodową kampanię „#LetMyPeopleGo” (ang. Uwolnij moich ludzi), w ramach której pod adresem www.letmypeoplego.org.ua powstała platforma monitorująca i wyliczająca tzw. „zakładników Kremla”, a temat został podjęty m.in. przez OBWE.
W świetle przetrzymywania ukraińskich więźniów politycznych ODF prowadziła też międzynarodową kampanię na rzecz nałożenia sankcji na Rosję, publikując i promując tzw. „Listę Sawczenko”. Lista zawierała nazwiska kilkudziesięciu rosyjskich oficjeli, w tym Władimira Putina, i wzywała do nałożenia na nich sankcji personalnych na wzór amerykańskiej Ustawy Magnickiego. W ramach kampanii 57 Eurodeputowanych z 5 grup politycznych wystosowało wniosek do Wysokiej przedstawiciel Unii do spraw zagranicznych i polityki bezpieczeństwa Federiki Mogherini o przyjęcie przez UE sankcji personalnych wobec Rosji.
W 2018 r. szwedzkie wydawnictwo Ariel Förlag opublikowało książkę na temat prześladowania Ołeha Sencowa i innych ukraińskich więźniów Kremla bazując na raporcie ODF.
W listopadzie 2018 r. Fundacja prowadziła kampanię przeciw mianowaniu rosyjskiego generała, Oleksandra Prokopczuka, na stanowisko prezydenta Interpolu, dołączając do kilkudziesięciu innych organizacji pozarządowych z całego świata oraz organizując viralową kampanię w mediach społecznościowych z udziałem Posłów do Parlamentu Europejskiego pod nazwą „#InterpolNotForPutin” (ang. Interpol nie dla Putina).
W październiku 2019 r., po uwolnieniu przez Rosję po pięciu latach w łagrze, Ołeh Sencow został przyjęty razem z Ludmiłą Kozłowską przez prezydenta Francji, Emmanuela Macrona. Podczas spotkania szefowa Fundacji przedstawiła Macronowi listę 86 Ukraińców wciąż więzionych przez Rosjan.
W marcu 2024 r. Fundacja została wpisana przez Rosyjską Prokuraturę Generalną na listę niepożądanych organizacji w Rosji, uznając ją za "niosącą zagrożenie dla podstaw ustroju konstytucyjnego Federacji Rosyjskiej". Uzasadnieniem wpisu na listę było dostarczanie pomocy humanitarnej Ukrainie. Szefostwu Fundacji grozi z tego powodu do 15 lat pozbawienia wolności.

### Polska
ODF zaczęła stale podejmować temat praworządności w swojej działalności w świetle kryzysu wokół Sądu Najwyższego w 2017 r., gdy zajęła krytyczne stanowisko wobec działań rządu Prawa i Sprawiedliwości wobec wymiaru sprawiedliwości w Polsce, zaczynając od publikacji Bartosza Kramka, w której proponował 16 punktów na obywatelskie nieposłuszeństwo, „opartych m.in. na doświadczeniach wyniesionych z misji obserwacji i wsparcia ukraińskiego Euromajdanu”. Odezwa ta została zinterpretowana przez media sprzyjające PiS jako wezwanie do rewolucji. Ówczesny minister spraw zagranicznych Witold Waszczykowski oficjalnie wezwał Fundację do usunięcia artykułu, udostępnionego na jej stronie www, a następnie zwrócił się do Izby Administracji Skarbowej o przeprowadzenie kontroli skarbowej ODF. W październiku 2017 r. MSZ złożyło wniosek do sądu o wprowadzenie zarządu komisarycznego w Fundacji, jednak w grudniu wniosek został przez sąd oddalony. Śledztwo celno-skarbowe trafiło natomiast do Urzędu Celno-Skarbowego w Łodzi (mimo iż ODF zarejestrowana jest w Warszawie), na czele którego do lutego 2017 r. stał Tomasz Waszczykowski, brat ministra.
Działania rzecznicze ODF na rzecz praworządności skupiają się na obronie niezawisłości sądownictwa, apolityczności prokuratury i wolności obywatelskich. Raporty Fundacji o prześladowaniu sędziów uwzględniane są m.in. przez Radę Praw Człowieka ONZ, Wysokiego komisarza Narodów Zjednoczonych do spraw praw człowieka czy Komisję Europejską (Cykliczny przegląd praworządności [Annual Rule of Law Report], Tablica wyników wymiaru sprawiedliwości [EU Justice Scoreboard]). ODF organizuje regularne wysłuchania niezależnych sędziów, prokuratorów i ofiar prześladowań na forum OBWE, Zgromadzenia Parlamentarnego Rady Europy (ZPRE) i Parlamentu Europejskiego (PE). Przedstawiciele ODF występują też na forum PE, OBWE oraz parlamentów krajowych, informując o stanie praworządności w Polsce.
W czerwcu 2019 r., podczas wizyty Andrzeja Dudy w Waszyngtonie, delegacja Fundacji odbyła serię spotkań na Kapitolu i w Departamencie Stanu USA, informując o aktualnym stanie wolności obywatelskich w Polsce i prześladowaniu aktywistów. Misja ta została skrytykowana przez prawicowych komentatorów, w tym Aleksandrę Jakubowską, Dawida Wildsteina czy Rafała Ziemkiewicza, a także Szefa Gabinetu Politycznego MON.
W kwietniu i maju 2020 r. ODF zainicjowała listy otwarte do Komisji Europejskiej, wzywając ją do wszczęcia procedury naruszeniowej wobec Polski w kwestii tzw. „ustawy kagańcowej”, oraz do sędziów Sądu Najwyższego, wzywając ich do zachowania niezawisłości tej instytucji. W obu przypadkach apele podpisało kilkadziesiąt organizacji prawniczych i pozarządowych z Polski i zagranicy, a także kilkunastu do kilkudziesięciu profesorów prawa i postaci życia publicznego, w tym Leszek Balcerowicz, Jacek Kozłowski, Laurent Pech, Andrzej Rzepliński, Wojciech Sadurski, Jerzy Stępień, Andrzej Wielowieyski, Jacek Kucharczyk czy Fryderyk Zoll. W czerwcu 2020 r. Marcin Mycielski w imieniu ODF razem z Laurentem Pechem zainicjowali drugi list do KE, podpisany przez zagranicznych profesorów prawa i polskie stowarzyszenia sędziów i prokuratorów, tym razem w sprawie Izby Dyscyplinarnej SN, w tym sprawy postawienia przed nią Igora Tulei.
W październiku 2020 r. aktywiści ODF i Solidarity Action Brussels doprowadzili do wypowiedzenia umowy najmu przedstawicielstwa Ordo Iuris w Brukseli. Marcin Mycielski zadeklarował wówczas, że „ta nienawistna organizacja nie będzie się nigdy czuła mile widziana w Brukseli”.
W listopadzie 2020 r. ODF złożyła skargę na Ordo Iuris do Wspólnego Sekretariatu Europejskiego Rejestru ds Przejrzystości (EU Transparency Register) oraz do KE, domagając się odebrania organizacji możliwości oficjalnego lobbowania w instytucjach europejskich w Brukseli. W uzasadnieniu autorzy napisali, że „organizacja ta ukrywa zarówno swoje powiązania z niebezpiecznymi, zagranicznymi środowiskami i wrogimi mocarstwami, jak również prawdziwe cele i działania. (...) Ordo Iuris w żadnym wypadku nie powinno mieć nieograniczonego dostępu do instytucji i decydentów politycznych UE”. Skargę poparło 38 Eurodeputowanych z 5 głównych grup politycznych, w tym wiceprzewodniczący PE Fabio Massimo Castaldo, Współprzewodnicząca Intergrupy LGBTI Terry Reintke, Współprzewodnicząca Intergrupy Praw Dzieci Saskia Bricmont, Przewodnicząca Komisji Praw Kobiet i Równouprawnienia Evelyn Regner, Przewodnicząca Podkomisji Bezpieczeństwa i Obrony Nathalie Loiseau czy Przewodnicząca Grupy ds. Monitorowania Demokracji, Praworządności i Praw Podstawowych Sophie in 't Veld. Z polskich posłów list podpisali Róża Thun (która oficjalnie go zainicjowała), Robert Biedroń, Łukasz Kohut i Magdalena Adamowicz.
W styczniu 2021 r. zainicjowała, razem ze Stowarzyszeniem Sędziów „Themis”, apel do KE o zastosowanie wobec Polski mechanizmu powiązania funduszy UE z kryterium praworządności za ściganie przez Prokuraturę Krajową 14 krakowskich sędziów. List ponownie podpisało kilkudziesięciu europejskich ekspertów prawa oraz polskie stowarzyszenia sędziowskie i prokuratorskie.
W styczniu 2021 r. Zgromadzenie Parlamentarne Rady Europy przyjęło rezolucję potępiającą nękanie i zastraszenie sędziów w Polsce i w Mołdawii, zawierającą 5 poprawek, w których przygotowanie zaangażowana była ODF. Zaangażowanie Fundacji skrytykował przewodniczący polskiej delegacji Arkadiusz Mularczyk, który następnie skierował w tej sprawie skargę na ODF i opozycyjnych parlamentarzystów do przewodniczącego Zgromadzenia. Za „nieczystą wojnę podjazdową” wobec ODF Mularczyk został ukarany 3-miesięcznym zakazem wypowiadania się w Zgromadzeniu.
W kwietniu 2023 r. delegacja ODF razem z sędzią Maciejem Ferkiem ze stowarzyszeń sędziów Themis i Iustitia wywalczyła podczas sesji ZPRE dwa wnioski o rezolucje (o prokuraturze i inwigilacji w Polsce), oraz pisemną deklarację (o ofiarach prokuratury i prawach człowieka w Polsce).
W lutym 2024 r. Fundacja skierowała do Prokuratora Generalnego Adama Bodnara „Apel o przegląd politycznie motywowanych postępowań prokuratorskich w latach 2015–2023 i rehabilitację pokrzywdzonych”, podpisany przez 34 organizacje pozarządowe i 44 osoby publiczne, na czele z Lechem Wałęsą. W odpowiedzi na apel, Prokurator Generalny opublikował list otwarty, w którym przychylił się do postulatów autorów apelu, deklarując powołanie specjalnych, rozproszonych zespołów prokuratorów, w celu „efektywnego przeglądu i analizy spraw, w zakresie których zachodzą jakiekolwiek podejrzenia, że mogły być motywowane politycznie”.
Również w lutym ODF zorganizował wspólnie z Akcją Demokracją, Stowarzyszeniem Adwokackim Defensor Iuris, Stowarzyszeniem Skwer Władysława Bartoszewskiego i Video-KOD wysłuchanie obywatelskie kandydatów na urząd Prokuratora Krajowego, w którym udział wzięli przyszły Prokurator Krajowy Dariusz Korneluk i prokurator Ewa Wrzosek. Debatę moderowali dziennikarze Jacek Żakowski i Mariusz Jałoszewski oraz mec. Ewa Marcjoniak i Jakub Kocjan, a poprowadził ją Marcin Mycielski.
Fundacja publikuje też coroczny raport o przestępstwach z nienawiści w Polsce, wykorzystywany m.in. przez OBWE i Parlament Europejski.

### Kazachstan
Fundacja organizuje misje obserwacyjne i zabiega o przestrzeganie praw człowieka w Kazachstanie, m.in. w ramach konsultacji Wysokiego komisarza ONZ ds. praw człowieka oraz na forum OBWE. ODF wniosła też wkład do rezolucji Parlamentu Europejskiego z dnia 11 lutego 2021 r. w sprawie sytuacji w zakresie praw człowieka w Kazachstanie.
Fundacja zorganizowała misję obserwacyjną do Kazachstanu podczas zamieszek w Żangaözen w Kazachstanie w 2011 r., wzywając do uwolnienia uwięzionych pracowników przemysłu naftowego i wszczęcia śledztwa w świetle zarzutów stosowania tortur przez władze. W drugą rocznicę tych wydarzeń, Fundacja zorganizowała upamiętniającą je wystawę na Uniwersytecie Warszawskim, którą zainaugurował Adam Michnik, oraz uruchomiła poświęconą im stronę www pod adresem www.zhanaozen.eu.
W kwietniu 2013 Fundacja współorganizowała ośmiodniową misję obserwacyjną Naczelnej Rady Adwokackiej do Kazachstanu w celu monitorowania sytuacji więźniów politycznych.

## Kontrowersje
W kwietniu 2019 r. brytyjski tygodnik The Sunday Times opublikował oparty na raporcie mołdawskiej komisji parlamentarnej artykuł, zarzucający Fundacji Otwarty Dialog udział w praniu brudnych pieniędzy i korzystanie ze środków rosyjskich służb specjalnych. Rzecznik fundacji odrzucił te zarzuty. Zdaniem dziennikarzy portalu Onet ujawnione przez The Sunday Times informacje powielają zarzuty, jakie ukazały się rok wcześniej w tygodniku „Sieci”, oraz oświadczenie mołdawskiej komisji śledczej z listopada 2018 roku. Autorzy artykułu zwrócili uwagę, iż powoływanie się na parlament mołdawski, w świetle oceny Mołdawii przez Parlament Europejski, który zarzuca Republice Mołdawii obniżanie standardów demokracji, między innymi na płaszczyźnie sądowniczej i parlamentarnej, budzi wątpliwości co do wiarygodności mołdawskiej komisji parlamentarnej. Podniesiona została również kwestia wiarygodności autorów publikacji w The Sunday Times – Carlos Alba jest właścicielem agencji public relations „Carlos Alba Media” i nie jest stałym dziennikarzem gazety, z kolei Jordan Ryan jest niezależnym dziennikarzem, znanym z pracy na rzecz portali wspierających brexit.
Z podobnymi zarzutami prania brudnych pieniędzy, działań hybrydowych i powiązania z Rosją, wystąpił w 2018 i 2019 roku Maciej Wąsik. Aktywiści Fundacji złożyli cywilny przeciw Wąsikowi o naruszenie dóbr osobistych. W 2022 roku Sąd Okręgowy w Warszawie uznał go za winnego, nakazał opublikowanie oświadczenia, w którym przeprosi fundację, jej założycielkę i przewodniczącego rady Fundacji. Sąd zobowiązał również Wąsika do pokrycia kosztów sądowych i zapłaty po 10 tysięcy złotych na rzecz poszkodowanych. Wąsik odwołał się od wyroku. 23 lutego 2024 roku Sąd Apelacyjny w Warszawie podtrzymał decyzję sądu niższej instancji.
W maju 2020 r. prokurator generalny kraju Alexandr Stoianoglo zamknął śledztwo przeciw Ludmile Kozłowskiej, określając je jako potencjalnie „nielegalne i motywowane politycznie”, powołując zarazem zespół w prokuraturze w celu wyjaśnienia, kto stał za „zleceniem na Kozłowską”. Raport komisji śledczej parlamentu Mołdawii został unieważniony przez ten parlament w lutym 2023 za inicjatywą posłów proeuropejskiej partii PAS jako „przyjęty w celu zastraszenia partii opozycyjnych”, decyzję nazywając „spóźnioną”.